# Hiddenite (Carolina del Norte)
Hiddenite es un lugar designado por el censo del condado de Alexander en el estado estadounidense de Carolina del Norte. La ciudad de Hiddenite se incorporó en 1913, pero su carta, fue derogada en 1919.